# Giro del Delfinato 1971
Il Giro del Delfinato 1971, ventitreesima edizione della corsa, si svolse dal 18 al 23 maggio su un percorso di 992 km ripartiti in 5 tappe (la prima, la quinta suddivise in due semitappe) più un cronoprologo, con partenza a Avignone e arrivo a Montceau-les-Mines. Fu vinto dal belga Eddy Merckx della Molteni davanti allo spagnolo Luis Ocaña e al francese Bernard Thévenet.

## Tappe
| Tappa  | Data      | Percorso                                            | km  | Vincitore di tappa  | Leader cl. generale |
| ------ | --------- | --------------------------------------------------- | --- | ------------------- | ------------------- |
| Prol.  | 18 maggio | Avignone > Avignone (cron. a squadre)               | 8   | Molteni             | Eddy Merckx         |
| 1ª-1ª  | 19 maggio | Orange > Tournon-sur-Rhône                          | 128 | Eric Leman          | Eddy Merckx         |
| 1ª-2ª  | 19 maggio | Tournon-sur-Rhône > Saint-Étienne                   | 76  | Eddy Merckx         | Eddy Merckx         |
| 2ª     | 20 maggio | Saint-Étienne > Grenoble                            | 196 | André Dierickx      | Eddy Merckx         |
| 3ª     | 21 maggio | Grenoble > Annecy                                   | 181 | Bernard Labourdette | Eddy Merckx         |
| 4ª     | 22 maggio | Annecy > Mâcon                                      | 230 | André Dierickx      | Eddy Merckx         |
| 5ª-1ª  | 23 maggio | Mâcon > Le Creusot                                  | 146 | Eric Leman          | Eddy Merckx         |
| 5ª-2ª  | 23 maggio | Le Creusot > Montceau-les-Mines (cron. individuale) | 27  | Eddy Merckx         | Eddy Merckx         |
| Totale | Totale    | Totale                                              | 992 |                     |                     |

## Dettagli delle tappe

### Prologo
- 18 maggio: Avignone > Avignone (cron. a squadre) – 8 km

| Pos. | Squadra | Tempo |
| ---- | ------- | ----- |
| 1    | Molteni |       |

| Pos. | Corridore   | Squadra | Tempo |
| ---- | ----------- | ------- | ----- |
| 1    | Eddy Merckx | Molteni |       |

### 1ª tappa - 1ª semitappa
- 19 maggio: Orange > Tournon-sur-Rhône – 128 km

| Pos. | Corridore       | Squadra       | Tempo |
| ---- | --------------- | ------------- | ----- |
| 1    | Eric Leman      | Flandria-Mars |       |
| 2    | Frans Verbeeck  | Watney-Avia   |       |
| 3    | Cyrille Guimard | Fagor         |       |

| Pos. | Corridore   | Squadra | Tempo |
| ---- | ----------- | ------- | ----- |
| 1    | Eddy Merckx | Molteni |       |

### 1ª tappa - 2ª semitappa
- 19 maggio: Tournon-sur-Rhône > Saint-Étienne – 76 km

| Pos. | Corridore         | Squadra | Tempo |
| ---- | ----------------- | ------- | ----- |
| 1    | Eddy Merckx       | Molteni |       |
| 2    | Robert Bouloux    | Peugeot |       |
| 3    | Joaquim Agostinho | Hoover  |       |

| Pos. | Corridore   | Squadra | Tempo |
| ---- | ----------- | ------- | ----- |
| 1    | Eddy Merckx | Molteni |       |

### 2ª tappa
- 20 maggio: Saint-Étienne > Grenoble – 196 km

| Pos. | Corridore      | Squadra       | Tempo |
| ---- | -------------- | ------------- | ----- |
| 1    | André Dierickx | Watney-Avia   |       |
| 2    | Wilfried David | Peugeot       |       |
| 3    | Eric Leman     | Flandria-Mars |       |

| Pos. | Corridore   | Squadra | Tempo |
| ---- | ----------- | ------- | ----- |
| 1    | Eddy Merckx | Molteni |       |

### 3ª tappa
- 21 maggio: Grenoble > Annecy – 181 km

| Pos. | Corridore           | Squadra     | Tempo |
| ---- | ------------------- | ----------- | ----- |
| 1    | Bernard Labourdette | Bic         |       |
| 2    | Eddy Merckx         | Molteni     |       |
| 3    | Frans Verbeeck      | Watney-Avia |       |

| Pos. | Corridore   | Squadra | Tempo |
| ---- | ----------- | ------- | ----- |
| 1    | Eddy Merckx | Molteni |       |

### 4ª tappa
- 22 maggio: Annecy > Mâcon – 230 km

| Pos. | Corridore         | Squadra     | Tempo |
| ---- | ----------------- | ----------- | ----- |
| 1    | André Dierickx    | Watney-Avia |       |
| 2    | Alain Santy       | Bic         |       |
| 3    | Jean-Pierre Genet | Fagor       |       |

| Pos. | Corridore   | Squadra | Tempo |
| ---- | ----------- | ------- | ----- |
| 1    | Eddy Merckx | Molteni |       |

### 5ª tappa - 1ª semitappa
- 23 maggio: Mâcon > Le Creusot – 146 km

| Pos. | Corridore      | Squadra       | Tempo |
| ---- | -------------- | ------------- | ----- |
| 1    | Eric Leman     | Flandria-Mars |       |
| 2    | Frans Verbeeck | Watney-Avia   |       |
| 3    | Pieter Nassen  | Flandria-Mars |       |

| Pos. | Corridore   | Squadra | Tempo |
| ---- | ----------- | ------- | ----- |
| 1    | Eddy Merckx | Molteni |       |

### 5ª tappa - 2ª semitappa
- 23 maggio: Le Creusot > Montceau-les-Mines (cron. individuale) – 27 km

| Pos. | Corridore        | Squadra | Tempo |
| ---- | ---------------- | ------- | ----- |
| 1    | Eddy Merckx      | Molteni |       |
| 2    | Luis Ocaña       | Bic     |       |
| 3    | Ferdinand Bracke | Peugeot |       |

| Pos. | Corridore        | Squadra | Tempo     |
| ---- | ---------------- | ------- | --------- |
| 1    | Eddy Merckx      | Molteni | 26h42'39" |
| 2    | Luis Ocaña       | Bic     | a 54"     |
| 3    | Bernard Thévenet | Peugeot | a 1'43"   |

## Classifiche finali

### Classifica generale
| Pos. | Corridore        | Squadra                  | Tempo     |
| ---- | ---------------- | ------------------------ | --------- |
| 1    | Eddy Merckx      | Molteni                  | 26h42'39" |
| 2    | Luis Ocaña       | Bic                      | a 54"     |
| 3    | Bernard Thévenet | Peugeot-BP-Michelin      | a 1'43"   |
| 4    | Raymond Poulidor | Fagor-Mercier-Hutchinson | a 1'46"   |
| 5    | Désiré Letort    | Bic                      | a 2'26"   |
| 6    | Yves Hézard      | Sonolor-Lejeune          | a 2'31"   |
| 7    | Lucien Van Impe  | Sonolor-Lejeune          | a 3'20"   |
| 8    | Ferdinand Bracke | Peugeot-BP-Michelin      | a 3'51"   |
| 9    | Robert Bouloux   | Peugeot-BP-Michelin      | a 4'15"   |
| 10   | Frans Verbeeck   | Watney-Avia              | a 5'28"   |